# Jean Bousquet (syndicaliste)
Pour les articles homonymes, voir Jean Bousquet et Bousquet.
Jean Bousquet, né le 17 juin 1867 à Bordeaux et mort le 26 juin 1925 à Paris 10e, est un syndicaliste et militant socialiste français.

## Biographie
Ouvrier boulanger (il est surnommé « Bousquet le Mitron »), Jean Amédée Bousquet milite à la fois au Parti ouvrier français de Jules Guesde et au syndicat bordelais des boulangers et biscuitiers. Candidat en 1898 aux élections législatives dans la Gironde, il monte ensuite à Paris à l'occasion de l'exposition universelle de 1900, puis s'y installe.
Il crée alors un syndicat des boulangers parisiens, et devient en 1902 secrétaire de la fédération de l'alimentation dès sa création, et le reste jusqu'en 1910. À partir de 1905, il est conseiller prud’homal, et jusqu'en 1921.
Au niveau confédéral, il défend les positions syndicalistes révolutionnaires de la direction de la CGT.
Plusieurs fois condamné et emprisonné pour ses activités révolutionnaires, il finit par s'éloigner des responsabilités syndicales à partir de 1912, pour se consacrer à une boulangerie coopérative dont il a été un des créateurs.
En 1921, il rejoint la CGTU.

## Sources
- Dictionnaire biographique du mouvement ouvrier français, notice de Jean Maitron et Claude Pennetier[2]